# Vredendal
Vredendal is een plaats in de Zuid-Afrikaanse provincie West-Kaap.
Vredendal telt ongeveer 18.000 inwoners.

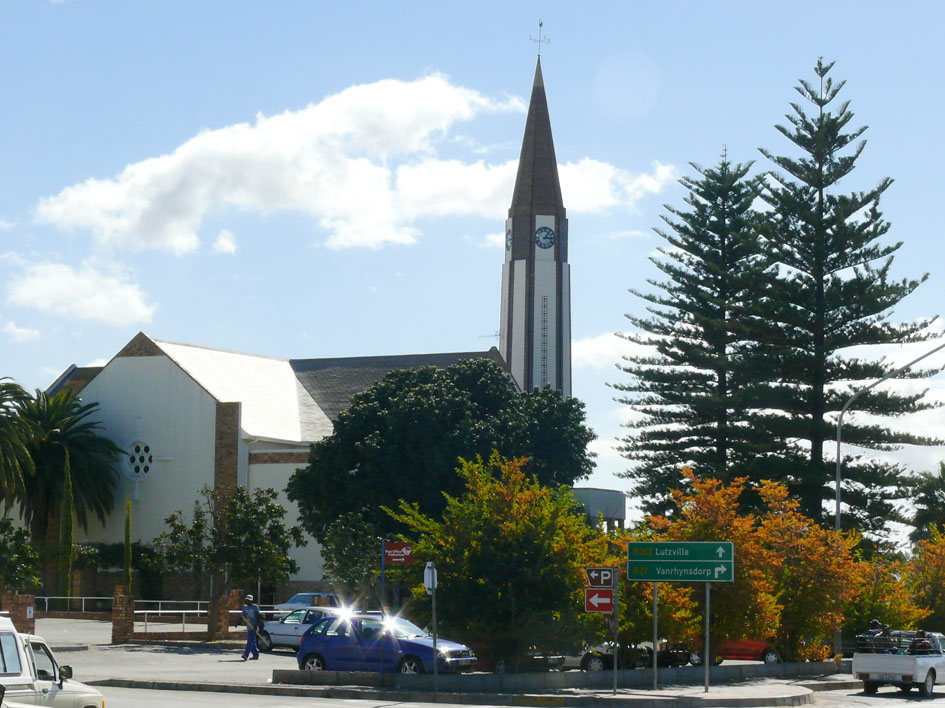
Het plaatsje Vredendal

## Subplaatsen
Het nationaal instituut voor de statistiek, Stats SA, deelt sinds de census 2011 deze hoofdplaats in in 2 zogenaamde subplaatsen (sub place):
Vredendal Noord • Vredendal SP.